# Omphalina demissa
Omphalina demissa är en lavart som först beskrevs av Elias Fries, och fick sitt nu gällande namn av Lucien Quélet 1886. Enligt Catalogue of Life ingår Omphalina demissa i släktet Omphalina,  och familjen Tricholomataceae, men enligt Dyntaxa är tillhörigheten istället släktet Omphalina,  och familjen trådklubbor. Arten är reproducerande i Sverige. Inga underarter finns listade i Catalogue of Life.